# Élections législatives de 1885 dans l'Aisne
Les élections législatives françaises de 1885 se déroulent les 4 et 18 octobre 1885. Dans le département de l'Aisne, huit députés sont à élire dans le cadre d'un scrutin de liste majoritaire à la suite de la loi du 16 juin 1885.

## Mode de scrutin
Le mode de scrutin des élections législatives a été changé par le gouvernement de Jules Ferry (loi du 16 juin 1885) : un vote de liste à la majorité à deux tours est utilisé.
C'est une expérience de courte durée puisque l'on en revient au précédent système (loi du 13 février 1889) dès les élections suivantes.

## Élus
| Identité                 | Parti | Parti               |
| ------------------------ | ----- | ------------------- |
| Paul Béranger            |       | Gauche républicaine |
| Destin Dupuy             |       | Gauche radicale     |
| Gaston Ganault           |       | Union républicaine  |
| Désiré-Jules Lesguillier |       | Union républicaine  |
| Antoine Ringuier         |       | Union républicaine  |
| Paul Sandrique           |       | Union républicaine  |
| Edmond Turquet           |       | Union républicaine  |
| Henri Villain            |       | Union républicaine  |

## Candidats
Trois listes s'opposent durant cette élection :
- la liste républicaine, liste d'union entre la Gauche radicale et l'Union républicaine (aile gauche des opportunistes) ;
- la liste républicaine modérée, réunissant divers candidats opportunistes ;
- la liste conservatrice pour les droites.

Au second tour, la liste modérée se retire en faveur de la liste républicaine.

### Comité conservateur agricole
| N° | Candidats | Candidats                | Parti        | Principales fonctions                                                                         |
| -- | --------- | ------------------------ | ------------ | --------------------------------------------------------------------------------------------- |
| 01 |           | René Jacquemart          | Conservateur | Cultivateur, industriel, vice-président de la société des agriculteurs de l'Aisne             |
| 02 |           | Camille Godelle          | Bonapartiste | Ancien député, avocat général à la Cour de Cassation                                          |
| 03 |           | Charles Séverin          | Conservateur | Cultivateur, vice-président du Comice agricole de Saint-Quentin                               |
| 04 |           | Edmond de Mandat-Grancey | Monarchiste  | Ancien lieutenant de vaisseau, publiciste agricole, écrivain                                  |
| 05 |           | Louis Salanson           | Conservateur | Conseiller général de Villers-Cotterêts, juge de paix                                         |
| 06 |           | Ernest Desjardins        | Conservateur | Cultivateur, ancien chef du cabinet du ministre de la Justice, ancien magistrat               |
| 07 |           | Albin de Grilleau        | Conservateur | Avocat                                                                                        |
| 08 |           | Édouard Piette           | Conservateur | Ancien député, ancien conseiller général, ancien président du tribunal de commerce de Vervins |

## Résultats

### Résultats à l'échelle du département
| Candidat         | Candidat                         | Parti                            | Premier tour           | Premier tour           | Premier tour      | Premier tour      | Second tour            | Second tour            | Second tour       | Second tour       | Sièges |
| Candidat         | Candidat                         | Parti                            | Suffrages par candidat | Suffrages par candidat | Moyenne par liste | Moyenne par liste | Suffrages par candidat | Suffrages par candidat | Moyenne par liste | Moyenne par liste | Sièges |
| Candidat         | Candidat                         | Parti                            | Voix                   | %                      | Voix              | %                 | Voix                   | %                      | Voix              | %                 | Sièges |
| ---------------- | -------------------------------- | -------------------------------- | ---------------------- | ---------------------- | ----------------- | ----------------- | ---------------------- | ---------------------- | ----------------- | ----------------- | ------ |
|                  | Paul Sandrique*                  | Union républicaine               | 50 542                 | 46,11                  |                   |                   | 64 335                 | 55,33                  |                   |                   | 1      |
|                  | Edmond Turquet*                  | Union républicaine               | 51 267                 | 46,77                  | 64 254            | 55,20             | 1                      |                        |                   |                   |        |
|                  | Gaston Ganault*                  | Union républicaine               | 50 186                 | 45,78                  | 63 673            | 55,73             | 1                      |                        |                   |                   |        |
|                  | Paul Béranger                    | Gauche républicaine              | 48 976                 | 44,68                  | 63 648            | 56,31             | 1                      |                        |                   |                   |        |
|                  | Henri Villain*                   | Union républicaine               | 50 292                 | 45,88                  | 63 292            | 55,11             | 1                      |                        |                   |                   |        |
|                  | Destin Dupuy                     | Gauche radicale                  | 49 438                 | 45,10                  | 63 217            | 56,24             | 1                      |                        |                   |                   |        |
|                  | Antoine Ringuier*                | Union républicaine               | 49 239                 | 44,92                  | 63 070            | 55,40             | 1                      |                        |                   |                   |        |
|                  | Désiré-Jules Lesguillier*        | Union républicaine               | 49 189                 | 44,87                  | 62 963            | 55,71             | 1                      |                        |                   |                   |        |
|                  | Gauches radicale et républicaine | Gauches radicale et républicaine | 399 129                | -                      | 49 891            | 45,52             | 508 452                | -                      | 63 557            | 55,63             | 8      |
|                  |                                  |                                  |                        |                        |                   |                   |                        |                        |                   |                   |        |
|                  | René Jacquemart                  | Conservateur                     | 39 756                 | 36,27                  |                   |                   | 52 146                 | 45,64                  |                   |                   | 0      |
|                  | Camille Godelle                  | Bonapartiste                     | 34 687                 | 31,64                  | 50 939            | 44,59             | 0                      |                        |                   |                   |        |
|                  | Charles Séverin                  | Conservateur                     | 34 354                 | 31,34                  | 50 622            | 44,31             | 0                      |                        |                   |                   |        |
|                  | Edmond de Mandat-Grancey         | Monarchiste                      | 34 327                 | 31,32                  | 50 530            | 44,23             | 0                      |                        |                   |                   |        |
|                  | Louis Salanson                   | Conservateur                     | 33 582                 | 30,64                  | 51 087            | 44,71             | 0                      |                        |                   |                   |        |
|                  | Ernest Desjardins                | Conservateur                     | 32 824                 | 29,95                  | 50 596            | 44,28             | 0                      |                        |                   |                   |        |
|                  | Albin de Grilleau                | Conservateur                     | 32 718                 | 29,85                  | 50 097            | 43,85             | 0                      |                        |                   |                   |        |
|                  | Edouard Piette                   | Conservateur                     | 32 240                 | 29,41                  | 49 535            | 43,36             | 0                      |                        |                   |                   |        |
|                  | Droites                          | Droites                          | 274 488                | -                      | 34 311            | 31,30             | 405 552                | -                      | 50 694            | 44,37             | 0      |
|                  |                                  |                                  |                        |                        |                   |                   |                        |                        |                   |                   |        |
|                  | Paul-Victor Nice                 | Modéré                           | 30 544                 | 27,87                  |                   |                   |                        |                        |                   |                   |        |
|                  | Charles-Désiré Mariolle-Pinguet  | Modéré                           | 29 702                 | 27,10                  |                   |                   |                        |                        |                   |                   |        |
|                  | M. Lhote                         | Modéré                           | 28 573                 | 26,07                  |                   |                   |                        |                        |                   |                   |        |
|                  | Alfred Louis Quéquignon          | Modéré                           | 27 989                 | 25,53                  |                   |                   |                        |                        |                   |                   |        |
|                  | Louis-Rémy Paradis               | Modéré                           | 27 320                 | 24,92                  |                   |                   |                        |                        |                   |                   |        |
|                  | Jean-Charles Blerzy              | Modéré                           | 20 478                 | 18,68                  |                   |                   |                        |                        |                   |                   |        |
|                  | Arthur Moret                     | Modéré                           | 20 260                 | 18,48                  |                   |                   |                        |                        |                   |                   |        |
|                  | Emile Louis Fitremann            | Modéré                           | 18 423                 | 16,81                  |                   |                   |                        |                        |                   |                   |        |
|                  | Républicains modérés             | Républicains modérés             | 203 289                | -                      | 25 411            | 23,18             |                        |                        |                   |                   |        |
|                  |                                  |                                  |                        |                        |                   |                   |                        |                        |                   |                   |        |
| Inscrits         | Inscrits                         | Inscrits                         | 150 990                | 100,00                 |                   |                   | 148 416                | 100,00                 |                   |                   |        |
| Abstentions      | Abstentions                      | Abstentions                      | 37 672                 | 24,95                  | 33 416            | 22,52             |                        |                        |                   |                   |        |
| Votants          | Votants                          | Votants                          | 113 318                | 75,05                  | 115 000           | 77,48             |                        |                        |                   |                   |        |
| Blancs et nuls   | Blancs et nuls                   | Blancs et nuls                   | 3 704                  | 3,27                   | 749               | 0,65              |                        |                        |                   |                   |        |
| Exprimés         | Exprimés                         | Exprimés                         | 109 614                | 96,73                  | 114 251           | 99,35             |                        |                        |                   |                   |        |
| * député sortant |                                  |                                  |                        |                        |                   |                   |                        |                        |                   |                   |        |

## Rappel des résultats départementaux des élections de 1881

### Élus en 1881
| Circ.            | Élu(e) | Élu(e)              | Élu(e)                    | Élu(e)               | Élu(e)               | Battu(e) (seconde place) | Battu(e) (seconde place) | Battu(e) (seconde place) | Battu(e) (seconde place) | Battu(e) (seconde place) |
| Circ.            | Parti  | Parti               | Nom                       | % suffrages exprimés | % suffrages exprimés | Parti                    | Parti                    | Nom                      | % suffrages exprimés     | % suffrages exprimés     |
| Circ.            | Parti  | Parti               | Nom                       | 1er tour             | 2e tour              | Parti                    | Parti                    | Nom                      | 1er tour                 | 2e tour                  |
| ---------------- | ------ | ------------------- | ------------------------- | -------------------- | -------------------- | ------------------------ | ------------------------ | ------------------------ | ------------------------ | ------------------------ |
| Château-Thierry  |        | Union républicaine  | Désiré-Jules Lesguillier* | 100,00 %             | -                    | Pas d'adversaire         | Pas d'adversaire         | Pas d'adversaire         | Pas d'adversaire         | Pas d'adversaire         |
| Laon-1           |        | Union républicaine  | Gaston Ganault            | 67,22 %              | -                    |                          | Monarchiste              | Frédéric Babled          | 32,78 %                  | -                        |
| Laon-2           |        | Gauche républicaine | Charles Fouquet*          | 100,00 %             | -                    | Pas d'adversaire         | Pas d'adversaire         | Pas d'adversaire         | Pas d'adversaire         | Pas d'adversaire         |
| Saint-Quentin-1  |        | Union républicaine  | Henri Villain*            | 75,16 %              | -                    |                          | Socialiste               | Arthur Monnanteuil       | 24,84 %                  | -                        |
| Saint-Quentin-2  |        | Gauche républicaine | François Malézieux*       | 100,00 %             | -                    | Pas d'adversaire         | Pas d'adversaire         | Pas d'adversaire         | Pas d'adversaire         | Pas d'adversaire         |
| Soissons         |        | Union républicaine  | Antoine Ringuier          | 53,82 %              | -                    |                          | Monarchiste              | Louis Salanson           | 30,86 %                  | -                        |
| Vervins-1        |        | Gauche républicaine | Joseph Soye*              | 100,00 %             | -                    | Pas d'adversaire         | Pas d'adversaire         | Pas d'adversaire         | Pas d'adversaire         | Pas d'adversaire         |
| Vervins-2        |        | Gauche républicaine | Edmond Turquet*           | 72,86 %              | -                    |                          | Monarchiste              | Jules Lenain-Proyart     | 27,14 %                  | -                        |
| * député sortant |        |                     |                           |                      |                      |                          |                          |                          |                          |                          |

En raison du décès de Joseph Soye le 4 octobre 1882, une élection partielle est organisée dans la circonscription de Vervins-1 le 27 novembre 1882 et remportée par le républicain Paul Sandrique.